# Hub Berkers
Hub Berkers (Asten, 26 januari 1945) is een Nederlands decorontwerper.

## Biografie

### Jeugd en opleiding
Hub werd geboren in het Brabantse Asten. Hij bezocht daar de Radboud Mulo. Vervolgens ging hij naar de stadsacademie in Maastricht waar hij binnenhuisarchitectuur studeerde.

### Loopbaan
Hub werd na zijn studie in 1971 aangenomen op de afdeling decorontwerp waar hij ging werken als ontwerp assistent. Hij werkte hier veelal samen met Jaap Binnerts. In 1977 ging hij aan de slag als fulltime decorontwerper. Zo ontwierp hij het decor van het tv-programma Telebingo van Mies Bouwman. Later maakte hij ook decor ontwerpen voor de Sterrenshow en De Willem Ruis Lotto Show. Daarna maakte hij ook decors voor vele quizprogramma's en voor Kinderen voor kinderen deel 2 en deel 3. Ook maakte hij nog decors in Ahoy voor concerten van Lee Towers, René Froger en Anita Meyer. In 2006 ging hij met pensioen.
Berkers schonk in 2014 decortekeningen van zijn tv-programma's aan het Nederlands Instituut voor Beeld en Geluid. In 2015 was daar nog een maquette van hem te zien bij een tentoonstelling over Willem Ruis.

### Privé
Berkers is getrouwd en woont in Nieuw-Loosdrecht en Villajoyosa (Spanje).

## TV programma's
Dit is een selectie met programma's waarbij Berkers het decor ontwierp.
- (1977) Ieder zijn deel
- (1979) Telebingo
- (1980) De Willem Ruis Lotto Show
- (1980) Bananasplit
- (1981) Kinderen voor Kinderen
- (1982) Pisa
- (1983) Vijf tegen vijf
- (1984) Sterrenshow
- (1988) Doet-ie 't of doet-ie 't niet
- (1990) Rad van fortuin
- (1991) Te land, ter zee en in de lucht
- (1992) All you need is love
- (1992) Wedden, dat..?
- (2003) PaPaul